# 2023 aux Philippines
Cet article présente les faits marquants de l'année 2023 aux Philippines.

## Évènements

### Février
- 2 février : les Philippines permettent aux forces armées des États-Unis d'Amérique d'accéder à quatre bases militaires supplémentaires, accélérant ainsi la pleine mise en œuvre de l'accord de coopération renforcée en matière de défense[1].

### Mars
- 28 mars : les Philippines annoncent suspendre ses relations avec la Cour pénale internationale (CPI) en raison du refus de la CPI de suspendre son enquête sur les crimes présumés commis par l'administration de l'ancien président Rodrigo Duterte pendant la guerre du pays contre la drogue[2].

### Août
- 1er août : le Sénat des Philippines adopte une résolution condamnant les incursions de la Chine dans la mer des Philippines occidentales et exhorte le ministère des Affaires étrangères à déposer une résolution concernant le harcèlement par la Chine des navires philippins devant l'Assemblée générale des Nations unies[3].

### Novembre
- 17 novembre : un séisme de magnitude 6,7 touche l'île de Mindanao, tuant 9 personnes[4].

### Décembre
- 2 décembre :
  - un séisme de magnitude 7,6 dont l'épicentre se situe à 21 km au nord-est de Hinatuan fait trembler l'île de Mindanao, provoquant 2 morts et 4 blessés, et en raison d'une alerte au tsunami il est demandé aux habitants des provinces de Surigao du Sud et du Davao oriental d'évacuer immédiatement[4],[5] ;
  - attentat du pont de Bir-Hakeim, à Paris en France, où la seule victime décidée est un touriste germano-philippin.
- 3 décembre :
  - une réplique sismique de magnitude 6.6 frappe à nouveau Mindanao[5] ;
  - une flotte de plus de 135 bateaux de la police maritime chinoise prend position autour du récif Whitsun (320km à l'ouest de l'île de Palawan), appartenant aux Philippines mais revendiqué par la Chine, et ignorent les appels des garde-côtes philippins[6] ;
  - un attentat à la bombe artisanale contre une messe catholique qui se tenait dans le gymnase de l'université d’État de Mindanao, à Marawi, cause 4 morts et une cinquantaine de blessés, et est revendiqué par Daech ; les Forces armées des Philippines pensent qu'il s'agit de représailles après qu'une de leurs frappes aérienne a tué 11 membres de l'organisation djihadiste Dawlah Islamiya-Philippine le 1er décembre[7].